# リック・アレン
リチャード・ジョン・シリル・”リック”・アレン （Richard John Cyril Allen　1963年11月1日-）はイギリスのドラマーで、デフ・レパードのメンバー。身長175cm。

## 来歴
リックはダービーシャーのドロンフィールド出身。9歳のころからドラムを習い始める。
1978年、デフ・レパードの二代目ドラマーに加入。
1984年12月31日にシェフィールド郊外で交通事故を起こし、左腕を切断する重傷を負ってしまう。
ドラマーとしての復帰は無理と判断し、引退も覚悟したが、メンバー達はリックに「君の復帰をいつまでも待つよ」と声をかけたという。その後、シモンズ社がリックのために製作した右腕と両足だけで演奏できる電子ドラムが用意され、リックは猛練習に励んだ。そして、これを使いこなせるまでになり、見事復帰を果たした。
以後、30年以上に亘り、バンドへ貢献し続けている。